# Quận Jackson, Oregon
Quận Jackson là một quận nằm trong tiểu bang Oregon. Năm 2000, dân số của nó là 181.269. Nó được đặt tên của Andrew Jackson, vị tổng thống thứ 7 của Hoa Kỳ. Quận lỵ của quận là Medford.

## Địa lý
Theo Cục Điều tra Dân số Hoa Kỳ, quận có tổng diện tích là 7.257 km² (2.802 mi²).  Trong đó có 7.214 km² (2.785 mi²) là đất và 43 km² (17 mi²) hay 0,59% là nước.

### Các quận giáp ranh
- Quận Josephine, Oregon - (tây)
- Quận Klamath, Oregon - (đông)
- Quận Douglas, Oregon - (bắc)
- Quận Siskiyou, California - (nam)

## Lịch sử
Các bộ lạc bản thổ Mỹ Modoc, Shasta, Takelma, Latgawas, và Umpqua là dân bản xứ trong vùng ranh giới mà ngày nay thuộc Quận Jackson. Đầu thập niên 1850, cả người Klickitat từ phía bắc và người Deschutes từ phía nam đã đột nhập và định cư ở vùng này.
Lập pháp Lãnh thổ Oregon đã thành lập Quận Jackson ngày 12 tháng 1 năm 1852 từ phần phía nam của Quận Lane và khu vực chưa được tổ chức phía nam của các quận Douglas và Umpqua. Nó gồm có vùng đất mà nay nằm trong các quận Coos, Curry, Josephine, Klamath và Lake. Việc tìm thấy vàng trong các thung lũng Sông Rogue và Sông Illinois gần Jacksonville năm 1852 và sự hoàn thành con đường xe kéo nối quận này với California ở phía nam và Quận Douglas ở phía bắc đã đưa đến một đợt di dân gồm những người định cư từ xa đến vùng.
Xung đột giữa các người tìm vàng và người bản thổ Mỹ gây ra chiến tranh năm 1853 mà tiếp tục dai dẳng cho đến người bản thổ dưới quyền chỉ huy của hai vị tù trưởng là John và George bị lực lượng liên hợp của quân đội và thường dân đánh bại ngày 29 tháng 5 năm 1856 tại Big Bend bên bờ Sông Illinois. Người bản thổ Mỹ bị thiệt hại nặng trong suốt cuộc chiến. Khi họ bắt đầu đầu hàng thì họ bị lùa vào các khu dành riêng cho người bản thổ Mỹ đã có từ trước, bắt đầu vào tháng 1 năm 1856 khi một nhóm bị đưa đi đến Khu dành riêng cho người bản thổ Mỹ Grand Ronde ở phía tây Salem. Hơn mấy tháng sau đó, các nhóm khác bị cưỡng bách rời khỏi cho đến tháng 5 năm 1857, hầu như tất cả các bộ lạc người bản thổ Mỹ Shasta, Takelma, và Latgawas bị dời chỗ ở đến Khu dành riêng cho người bản thổ Mỹ Siletz nơi mà họ còn tồn tại.
Jacksonville được lập thành quận lỵ đầu tiên của quận vào năm 1853. Tuy nhiên, Jacksonville ngưng trệ phát triển vì các mỏ vàng địa phương bị bỏ hoang và việc xây dựng Đường sắt Oregon và California trong thập niên 1880. Đường sắt không đi ngang Jacksonville mà đi gần Medford, cách Jacksonville 5 dặm về phía đông. Cuối cùng vào năm 1927, Medford được chọn làm quận lỵ.

## Các cộng đồng

### Các thành phố hợp nhất
| - Ashland - Butte Falls - Central Point - Eagle Point | - Gold Hill - Jacksonville - Medford - Phoenix | - Rogue River - Shady Cove - Talent |

### Các cộng đồng chưa hợp nhấtvà nhữngnơi ấn định cho điều tra dân số
| - Applegate - Lakecreek - Prospect - Rock Point | - Ruch - Trail - White City - Wimer |